# Jörg Leichtfried (Politiker)

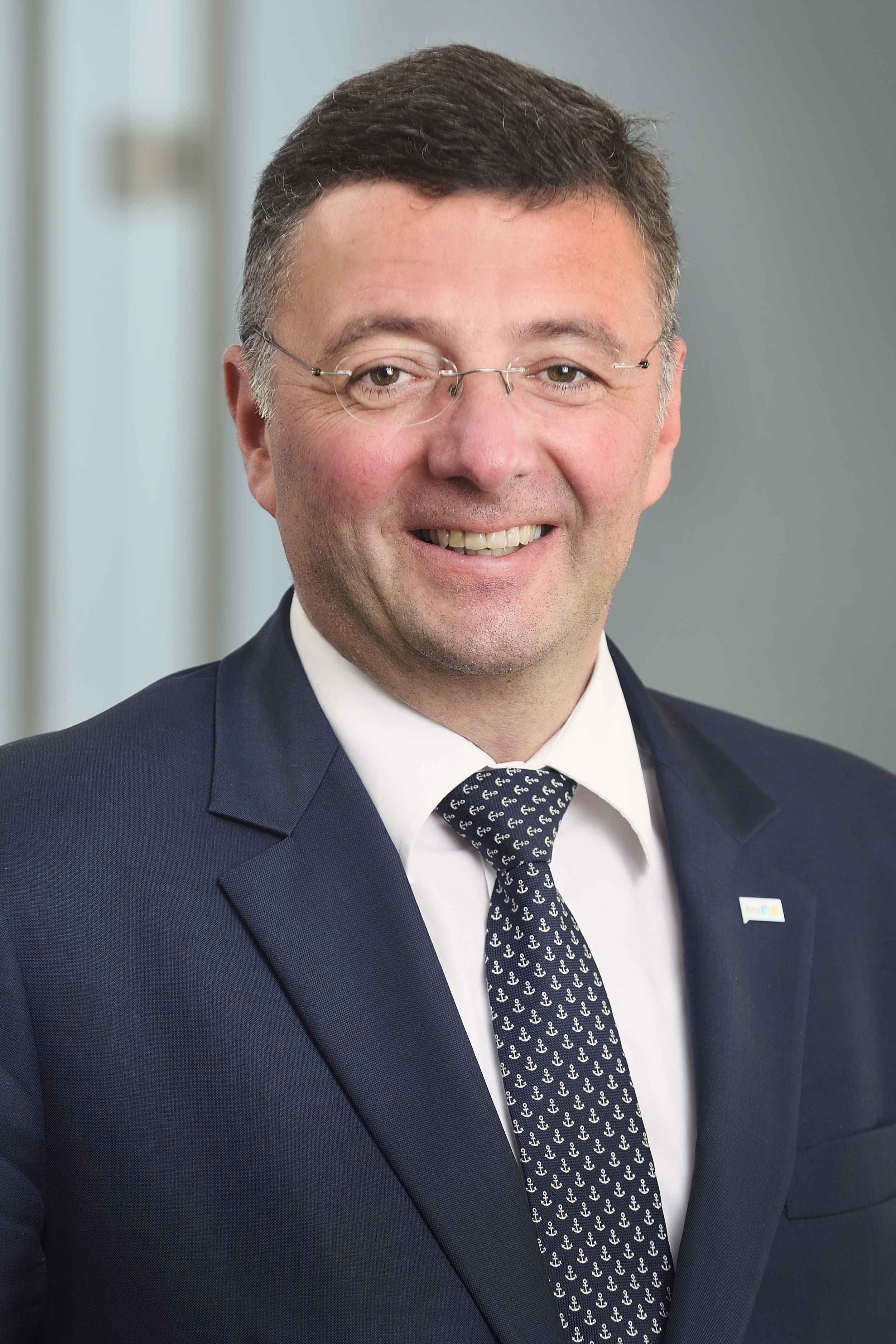
Jörg Leichtfried (2016)

Jörg Leichtfried (* 18. Juni 1967 in Bruck an der Mur) ist ein österreichischer Politiker (SPÖ) und seit dem 3. März 2025 Staatssekretär für Staatsschutz im Bundesministerium für Inneres unter der Leitung von Gerhard Karner (ÖVP). Er war zwischen Juni 2015 und Mai 2016 Landesrat der Steiermärkischen Landesregierung und in der 6. bis 8. Wahlperiode Mitglied des Europäischen Parlaments. Von Mai 2016 bis Dezember 2017 war Leichtfried Bundesminister für Verkehr, Innovation und Technologie.

## Ausbildung und beruflicher Werdegang
Jörg Leichtfried studierte von 1987 bis 1994 Rechtswissenschaften an der Universität Graz. Nach seinem Abschluss dort absolvierte er von 1994 bis 1995 das Gerichtsjahr und Konzipiententätigkeit. Anschließend war er von 1995 bis 1999 Rechtsreferent bei der Arbeiterkammer Steiermark und ab 1998 bis 2004 Fachbereichsleiter Bürgerservice in der Verwaltung seiner Heimatstadt, der Stadtgemeinde Bruck an der Mur.

## Politischer Werdegang
Ab 1994 war Leichtfried stellvertretender Landesvorsitzender der Jungen Generation Steiermark, einer Jugendorganisation der SPÖ. Dieses Amt behielt er bis 2000. 1999 war er Nationalratskandidat der Jungen Generation Steiermark. Von 2000 bis 2002 war Leichtfried Bundesvorsitzender der Jungen Generation Österreich. Außerdem war er von 2000 bis 2014 stellvertretender Landesparteivorsitzender der SPÖ Steiermark.

### Arbeitsschwerpunkte im Europäischen Parlament
Leichtfrieds Wahl zum Mitglied des Europäischen Parlaments erfolgte erstmals 2004. Er wurde 2009 und 2014 wiedergewählt. Seitdem war er auch Delegationsleiter der SPÖ im Europäischen Parlament sowie seit 2009 Vizepräsident der Animal-Welfare-Intergroup und von Juli 2014 bis Juni 2015 stellvertretender Vorsitzender der Fraktion der Progressiven Allianz der Sozialdemokraten (S&D).
Leichtfried war Mitglied im Ausschuss für internationalen Handel, in der Delegation für die Beziehungen zur Föderativen Republik Brasilien und in der Delegation für die Beziehungen zu den Ländern des Mercosur sowie Vizevorsitzender der Delegation in der Parlamentarischen Versammlung Europa-Lateinamerika. Außerdem war er als stellvertretendes Mitglied im Ausschuss für Verkehr und Fremdenverkehr und in der Delegation für die Beziehungen zu den Ländern Südostasiens und der Verband Südostasiatischer Nationen (ASEAN) tätig.
Am 23. Juni 2015 schied er aus dem Europäischen Parlament aus, als er zum Mitglied der steiermärkischen Landesregierung gewählt worden war.

### Steiermärkische Landesregierung
Am 16. Juni 2015 wurde Jörg Leichtfried als Landesrat für Verkehr, Umwelt, Energieeffizienz und Sport in der SPÖ-ÖVP-Koalitionsregierung unter Hermann Schützenhöfer gewählt, nachdem er am 10. Juni 2015 durch den SPÖ-Chefverhandler Michael Schickhofer hierfür designiert worden war. Nach seinem Wechsel im Mai 2016 in die Bundesregierung folgte ihm in dieser Funktion Anton Lang nach.

### Bundesminister und Abgeordneter
Am 18. Mai 2016 wurde Leichtfried als Bundesminister für Verkehr, Innovation und Technologie vereidigt, er übernahm damit dieses Amt vom bisherigen Minister Gerald Klug. Nach der Nationalratswahl 2017 folgte ihm Norbert Hofer (FPÖ) als Minister in diesem Amt nach. Seitdem ist Jörg Leichtfried Abgeordneter zum Nationalrat.
Im Dezember 2019 folgte ihm Christoph Leitl als Präsident der Europäischen Bewegung Österreich (EBÖ) nach, Leichtfried wurde EBÖ-Vizepräsident.